# CRHBP
CRHBP (do inglês: corticotropin releasing hormone binding protein) é uma proteína que nos seres humanos é codificada pelo gene CRHBP.
A hormona libertadora da corticotrofina (CRH) é um potente estimulante da síntese e secreção de péptidos derivados de preopiomelanocortina. Apesar de as concentrações de CRH na circulação periférica humana serem normalmente baixas, ela aumenta ao longo da gravidez e cai rapidamente após o parto. A CRH plasmática maternal é provavelmente originária da placenta. O plasma humano contém uma proteína de ligação a CRH que inactiva a CRH e pode prevenir estimulação pituitária-adrenal inapropriada, na gravidez.

## Leitura de apoio
- Behan DP, De Souza EB, Lowry PJ,;  et al. (1996). «Corticotropin releasing factor (CRF) binding protein: a novel regulator of CRF and related peptides.». Frontiers in neuroendocrinology. 16 (4): 362–82. PMID 8557170. doi:10.1006/frne.1995.1013
- Westphal NJ, Seasholtz AF (2006). «CRH-BP: the regulation and function of a phylogenetically conserved binding protein.». Front. Biosci. 11: 1878–91. PMID 16368564. doi:10.2741/1931
- Potter E, Behan DP, Fischer WH,;  et al. (1991). «Cloning and characterization of the cDNAs for human and rat corticotropin releasing factor-binding proteins.». Nature. 349 (6308): 423–6. PMID 1846945. doi:10.1038/349423a0
- Behan DP, Linton EA, Lowry PJ (1989). «Isolation of the human plasma corticotrophin-releasing factor-binding protein.». J. Endocrinol. 122 (1): 23–31. PMID 2549150. doi:10.1677/joe.0.1220023
- Behan DP, Heinrichs SC, Troncoso JC,;  et al. (1995). «Displacement of corticotropin releasing factor from its binding protein as a possible treatment for Alzheimer's disease.». Nature. 378 (6554): 284–7. PMID 7477348. doi:10.1038/378284a0
- Vamvakopoulos NC, Sioutopoulou TO, Durkin SA,;  et al. (1995). «Mapping the human corticotropin releasing hormone binding protein gene (CRHBP) to the long arm of chromosome 5 (5q11.2-q13.3).». Genomics. 25 (1): 325–7. PMID 7774945. doi:10.1016/0888-7543(95)80151-B
- Maruyama K, Sugano S (1994). «Oligo-capping: a simple method to replace the cap structure of eukaryotic mRNAs with oligoribonucleotides.». Gene. 138 (1-2): 171–4. PMID 8125298. doi:10.1016/0378-1119(94)90802-8
- Fischer WH, Behan DP, Park M,;  et al. (1994). «Assignment of disulfide bonds in corticotropin-releasing factor-binding protein.». J. Biol. Chem. 269 (6): 4313–6. PMID 8307998
- Donaldson CJ, Sutton SW, Perrin MH,;  et al. (1996). «Cloning and characterization of human urocortin.». Endocrinology. 137 (5): 2167–70. PMID 8612563. doi:10.1210/en.137.5.2167
- Asakura H, Zwain IH, Yen SS (1997). «Expression of genes encoding corticotropin-releasing factor (CRF), type 1 CRF receptor, and CRF-binding protein and localization of the gene products in the human ovary.». J. Clin. Endocrinol. Metab. 82 (8): 2720–5. PMID 9253360. doi:10.1210/jc.82.8.2720
- Suzuki Y, Yoshitomo-Nakagawa K, Maruyama K,;  et al. (1997). «Construction and characterization of a full length-enriched and a 5'-end-enriched cDNA library.». Gene. 200 (1-2): 149–56. PMID 9373149. doi:10.1016/S0378-1119(97)00411-3
- Strausberg RL, Feingold EA, Grouse LH,;  et al. (2003). «Generation and initial analysis of more than 15,000 full-length human and mouse cDNA sequences.». Proc. Natl. Acad. Sci. U.S.A. 99 (26): 16899–903. PMC 139241. PMID 12477932. doi:10.1073/pnas.242603899
- Wetzka B, Sehringer B, Schäfer WR,;  et al. (2004). «Expression patterns of CRH, CRH receptors, and CRH binding protein in human gestational tissue at term.». Exp. Clin. Endocrinol. Diabetes. 111 (3): 154–61. PMID 12784189. doi:10.1055/s-2003-39778
- Claes S, Villafuerte S, Forsgren T,;  et al. (2003). «The corticotropin-releasing hormone binding protein is associated with major depression in a population from Northern Sweden.». Biol. Psychiatry. 54 (9): 867–72. PMID 14573312. doi:10.1016/S0006-3223(03)00425-6
- Sehringer B, Zahradnik HP, Simon M,;  et al. (2005). «mRNA expression profiles for corticotrophin-releasing hormone, urocortin, CRH-binding protein and CRH receptors in human term gestational tissues determined by real-time quantitative RT-PCR.». J. Mol. Endocrinol. 32 (2): 339–48. PMID 15072543. doi:10.1677/jme.0.0320339
- Gerhard DS, Wagner L, Feingold EA,;  et al. (2004). «The status, quality, and expansion of the NIH full-length cDNA project: the Mammalian Gene Collection (MGC).». Genome Res. 14 (10B): 2121–7. PMC 528928. PMID 15489334. doi:10.1101/gr.2596504
- Herringa RJ, Roseboom PH, Kalin NH (2006). «Decreased amygdala CRF-binding protein mRNA in post-mortem tissue from male but not female bipolar and schizophrenic subjects.». Neuropsychopharmacology. 31 (8): 1822–31. PMID 16482088. doi:10.1038/sj.npp.1301038